# Sportclub Preußen 06 Münster 1989-1990
Questa voce raccoglie le informazioni riguardanti lo Sportclub Preußen 06 Münster nelle competizioni ufficiali della stagione 1989-1990.

## Stagione
Nella stagione 1989-1990 il Preussen Munster, allenato da Elmar Müller e Ernst Mareczek, concluse il campionato di 2. Bundesliga al 12º posto.

## Rosa
| N. |                        | Ruolo | Calciatore            |
| -- | ---------------------- | ----- | --------------------- |
|    | Germania (bandiera)    | P     | Thomas Revermann      |
|    | Germania (bandiera)    | P     | Dirk Winter           |
|    | Paesi Bassi (bandiera) | D     | Bennie Brinkman       |
|    | Germania (bandiera)    | D     | Thomas Knauer         |
|    | Germania (bandiera)    | D     | Uwe Ptok              |
|    | Germania (bandiera)    | D     | Dirk Römer            |
|    | Germania (bandiera)    | D     | Uwe Schöler           |
|    | Germania (bandiera)    | D     | Jörg Silberbach       |
|    | Germania (bandiera)    | D     | Frank Vollmer         |
|    | Germania (bandiera)    | C     | Hans-Jürgen Bargfrede |
|    | Germania (bandiera)    | C     | Ali Beckstedde        |
|    | Germania (bandiera)    | C     | Dirk Bremser          |
|    | Germania (bandiera)    | C     | Ulli Gäher            |

| N. |                     | Ruolo | Calciatore         |
| -- | ------------------- | ----- | ------------------ |
|    | Germania (bandiera) | C     | Reinhard Geise     |
|    | Germania (bandiera) | C     | Thomas Gräbener    |
|    | Germania (bandiera) | C     | Jürgen Koop        |
|    | Germania (bandiera) | C     | Peer Posipal       |
|    | Germania (bandiera) | C     | Dirk Riechmann     |
|    | Germania (bandiera) | C     | Jochen Terhaar     |
|    | Germania (bandiera) | C     | Maik Thiemann      |
|    | Ghana (bandiera)    | A     | Henry Acquah       |
|    | Germania (bandiera) | A     | Detlef Dezelak     |
|    | Germania (bandiera) | A     | Guido Fleige       |
|    | Germania (bandiera) | A     | Ludger Pickenäcker |
|    | Germania (bandiera) | A     | Uwe Westermann     |

## Organigramma societario
Area tecnica
- Allenatore: Ernst Mareczek
- Allenatore in seconda:
- Preparatore dei portieri:
- Preparatori atletici:

## Calciomercato

### Sessione estiva
| Acquisti | Acquisti       | Acquisti               | Acquisti |
| R.       | Nome           | da                     | Modalità |
| -------- | -------------- | ---------------------- | -------- |
| C        | Jochen Terhaar | Wattenscheid 09        |          |
| A        | Henry Acquah   | Hearts of Oak          |          |
| A        | Detlef Dezelak | Rot-Weiss Essen        |          |
| C        | Peer Posipal   | Eintracht Braunschweig |          |
| C        | Dirk Riechmann | Bochum                 |          |
| D        | Dirk Römer     | Union Solingen         |          |
| A        | Uwe Westermann | Gütersloh              |          |

| Cessioni | Cessioni       | Cessioni             | Cessioni |
| R.       | Nome           | a                    | Modalità |
| -------- | -------------- | -------------------- | -------- |
| C        | David Bennett  | Hammer SpVg          |          |
| D        | Helmut Gorka   | SpVg Marl            |          |
| A        | Stefan Grädler | Borussia Dortmund II |          |
| C        | Christos Orkas | Hannover 96          |          |

### Sessione invernale
| Acquisti | Acquisti              | Acquisti  | Acquisti |
| R.       | Nome                  | da        | Modalità |
| -------- | --------------------- | --------- | -------- |
| C        | Hans-Jürgen Bargfrede | St. Pauli |          |
| D        | Uwe Schöler           | Colonia   |          |

| Cessioni | Cessioni | Cessioni | Cessioni |
| R.       | Nome     | a        | Modalità |
| -------- | -------- | -------- | -------- |

## Risultati

### 2. Bundesliga

#### Girone di andata
| Arbitro: | Albrecht |

|                                 |           |  |
| Kurtenbach 69’ Gries 89’ (rig.) | Marcatori |  |

| Arbitro: | Kriegelstein |

|             |           |          |
| Dezelak 28’ | Marcatori | 60’ Ruof |

| Arbitro: | Mierswa |

|                |           |  |
| Westermann 30’ | Marcatori |  |

| Arbitro: | Merk |

|                     |           |            |
| Wolff 3’ Gerber 89’ | Marcatori | 56’ Knauer |

| Arbitro: | Matheis |

|          |           |             |
| Gäher 9’ | Marcatori | 51’ Stadler |

| Arbitro: | Dellwing |

|                                    |           |                                          |
| Tönnies 17’ Kober 78’ Notthoff 86’ | Marcatori | 38’ Gäher 56’ (rig.) Posipal 84’ Bremser |

| Arbitro: | Amerell |

|  |           |            |
|  | Marcatori | 81’ Heisig |

| Arbitro: | Birlenbach |

|  |           |           |
|  | Marcatori | 54’ Gäher |

| Arbitro: | Fux |

|                        |           |                    |
| Posipal 39’ Fleige 66’ | Marcatori | 50’ (aut.) Posipal |

| Arbitro: | Strigel |

|                                   |           |  |
| Müller 26’ Wasner 41’ Niklaus 58’ | Marcatori |  |

| Arbitro: | Scheuerer |

|                          |           |  |
| Gäher 25’ Silberbach 90’ | Marcatori |  |

| Arbitro: | Werner |

|  |           |                          |
|  | Marcatori | 20’ Gäher 79’ Silberbach |

| Arbitro: | Holst |

|           |           |                                                      |
| Römer 25’ | Marcatori | 21’ Glöde 52’ (rig.) Schulz 53’ Gellrich 88’ Jaschke |

| Arbitro: | Diekert |

|                  |           |             |
| Röber 53’ (rig.) | Marcatori | 55’ Bremser |

| Arbitro: | Correll |

|           |           |                           |
| Gäher 87’ | Marcatori | 55’ Holze 81’ Buchheister |

| Arbitro: | Harder |

|                                                                        |           |             |
| Trares 13’, 80’ (rig.), 81’ Beyel 17’ Delzepich 41’ Schneider 88’, 90’ | Marcatori | 65’ Posipal |

| Münster 11 novembre 1989, ore 15:00 CET 17ª giornata | Preußen Münster | 0 – 0 referto | Saarbrücken | Preußenstadion (11 000 spett.)\| Arbitro: \| Domberg \| |
| Arbitro:                                             | Domberg         |               |             |                                                         |

| Arbitro: | Mölm |

|                                               |           |  |
| Kügler 19’ Tschiskale 50’ Bach 70’ Kontny 88’ | Marcatori |  |

| Münster 18 novembre 1989, ore 15:00 CET 19ª giornata | Preußen Münster | 0 – 0 referto | Fortuna Colonia | Preußenstadion (8 000 spett.)\| Arbitro: \| Pauly \| |
| Arbitro:                                             | Pauly           |               |                 |                                                      |

#### Girone di ritorno
| Arbitro: | Rubel |

|                  |           |                                                   |
| Posipal 27’, 67’ | Marcatori | 24’, 43’, 47’ Gries 32’ Klaus 35’, 51’ Kretschmer |

| Kassel 2 dicembre 1989, ore 15:00 CET 21ª giornata | Hessen Kassel | 0 – 0 referto | Preußen Münster | Auestadion (3 500 spett.)\| Arbitro: \| Gangkofer \| |
| Arbitro:                                           | Gangkofer     |               |                 |                                                      |

| Arbitro: | Kasper |

|                    |           |                      |
| Blättel 61’ (rig.) | Marcatori | 12’ Gäher 75’ Fleige |

| Arbitro: | Feistner |

|                        |           |           |
| Riechmann 2’ Gäher 62’ | Marcatori | 67’ Wolff |

| Arbitro: | Boos |

|                                         |           |  |
| Stadler 15’ Schwartz 38’, 81’ Ossen 75’ | Marcatori |  |

| Arbitro: | Diekert |

|                    |           |                 |
| Posipal 61’ (rig.) | Marcatori | 38’ Puszamszies |

| Arbitro: | Kraus |

|                        |           |          |
| Weiland 17’ Heisig 75’ | Marcatori | 29’ Koop |

| Arbitro: | Schneider |

|                      |           |              |
| Gäher 51’ Fleige 68’ | Marcatori | 24’ Borodjuk |

| Arbitro: | Birlenbach |

|                                                         |           |           |
| van der Pütten 7’, 61’, 85’ (rig.) Menke 13’ Thoben 56’ | Marcatori | 27’ Gäher |

| Arbitro: | Heitmann |

|                       |           |                       |
| Fleige 36’ Acquah 78’ | Marcatori | 25’ (rig.), 85’ Leitl |

| Arbitro: | Welz |

|                        |           |            |
| Albrecht 25’ Adler 78’ | Marcatori | 41’ Fleige |

| Münster 14 aprile 1990, ore 15:00 CEST 31ª giornata | Preußen Münster | 0 – 0 referto | Friburgo | Preußenstadion (1 500 spett.)\| Arbitro: \| Steinborn \| |
| Arbitro:                                            | Steinborn       |               |          |                                                          |

| Arbitro: | Osmers |

|          |           |                       |
| Glöde 9’ | Marcatori | 38’ Acquah 51’ Fleige |

| Arbitro: | Dellwing |

|            |           |                                         |
| Acquah 68’ | Marcatori | 62’ Regenbogen 66’ Abramczik 72’ Kontny |

| Arbitro: | Wittke |

|              |           |                         |
| Seeliger 51’ | Marcatori | 38’ Riechmann 39’ Gäher |

| Arbitro: | Fröhlich |

|                        |           |  |
| Bremser 40’ Acquah 75’ | Marcatori |  |

| Arbitro: | Fux |

|          |           |  |
| Hach 84’ | Marcatori |  |

| Arbitro: | Harder |

|            |           |  |
| Acquah 22’ | Marcatori |  |

| Arbitro: | Theobald |

|                        |           |                                                  |
| Brandts 40’ Bolzek 83’ | Marcatori | 5’ Terhaar 12’ Bremser 27’, 81’ Gäher 65’ Acquah |

## Statistiche

### Statistiche di squadra
| Competizione  | Punti | In casa | In casa | In casa | In casa | In casa | In casa | In trasferta | In trasferta | In trasferta | In trasferta | In trasferta | In trasferta | Totale | Totale | Totale | Totale | Totale | Totale | DR  |
| Competizione  | Punti | G       | V       | N       | P       | Gf      | Gs      | G            | V            | N            | P            | Gf           | Gs           | G      | V      | N      | P      | Gf     | Gs     | DR  |
| ------------- | ----- | ------- | ------- | ------- | ------- | ------- | ------- | ------------ | ------------ | ------------ | ------------ | ------------ | ------------ | ------ | ------ | ------ | ------ | ------ | ------ | --- |
| 2. Bundesliga | 36    | 19      | 7       | 7       | 5       | 22      | 24      | 19           | 6            | 3            | 10           | 23           | 41           | 38     | 13     | 10     | 15     | 45     | 65     | -20 |
| Totale        | 36    | 19      | 7       | 7       | 5       | 22      | 24      | 19           | 6            | 3            | 10           | 23           | 41           | 38     | 13     | 10     | 15     | 45     | 65     | -20 |

### Andamento in campionato
| Giornata  | 1  | 2  | 3  | 4  | 5  | 6  | 7  | 8  | 9 | 10 | 11 | 12 | 13 | 14 | 15 | 16 | 17 | 18 | 19 | 20 | 21 | 22 | 23 | 24 | 25 | 26 | 27 | 28 | 29 | 30 | 31 | 32 | 33 | 34 | 35 | 36 | 37 | 38 |
| --------- | -- | -- | -- | -- | -- | -- | -- | -- | - | -- | -- | -- | -- | -- | -- | -- | -- | -- | -- | -- | -- | -- | -- | -- | -- | -- | -- | -- | -- | -- | -- | -- | -- | -- | -- | -- | -- | -- |
| Luogo     | T  | C  | C  | T  | C  | T  | C  | T  | C | T  | C  | T  | C  | T  | C  | T  | C  | T  | C  | C  | T  | T  | C  | T  | C  | T  | C  | T  | C  | T  | C  | T  | C  | T  | C  | T  | C  | T  |
| Risultato | P  | N  | V  | P  | N  | N  | P  | V  | V | P  | V  | V  | P  | N  | P  | P  | N  | P  | N  | P  | N  | V  | V  | P  | N  | P  | V  | P  | N  | P  | N  | V  | P  | V  | V  | P  | V  | V  |
| Posizione | 19 | 15 | 10 | 13 | 11 | 13 | 14 | 10 | 9 | 11 | 9  | 8  | 10 | 10 | 11 | 14 | 12 | 16 | 15 | 16 | 16 | 15 | 14 | 15 | 15 | 15 | 15 | 15 | 15 | 16 | 15 | 15 | 16 | 14 | 13 | 14 | 13 | 12 |

Legenda:

Luogo: C = Casa; T = Trasferta. Risultato: V = Vittoria; N = Pareggio; P = Sconfitta.

### Statistiche dei giocatori
| H. Acquah      | 18 | 6  | 0 | 0 |
| H. Bargfrede   | 6  | 0  | 1 | 0 |
| A. Beckstedde  | 17 | 0  | 0 | 0 |
| D. Bremser     | 35 | 4  | 5 | 0 |
| B. Brinkman    | 8  | 0  | 3 | 0 |
| D. Dezelak     | 7  | 1  | 3 | 1 |
| G. Fleige      | 35 | 6  | 3 | 0 |
| R. Geise       | 20 | 0  | 1 | 0 |
| T. Gräbener    | 27 | 0  | 1 | 0 |
| U. Gäher       | 34 | 13 | 5 | 0 |
| T. Knauer      | 36 | 1  | 4 | 0 |
| J. Koop        | 24 | 1  | 1 | 0 |
| L. Pickenäcker | 6  | 0  | 0 | 0 |
| P. Posipal     | 36 | 6  | 5 | 0 |
| U. Ptok        | 34 | 0  | 8 | 1 |
| T. Revermann   | 8  | 0  | 0 | 0 |
| D. Riechmann   | 27 | 2  | 2 | 0 |
| D. Römer       | 33 | 1  | 7 | 0 |
| U. Schöler     | 2  | 0  | 1 | 0 |
| J. Silberbach  | 19 | 2  | 0 | 0 |
| J. Terhaar     | 22 | 1  | 7 | 0 |
| M. Thiemann    | 0  | 0  | 0 | 0 |
| F. Vollmer     | 0  | 0  | 0 | 0 |
| U. Westermann  | 8  | 1  | 0 | 0 |
| D. Winter      | 32 | 0  | 1 | 0 |